# Список банков, лишённых лицензии в 2014 году (Россия)
В список включены все кредитные организации России, у которых в 2014 году была отозвана или аннулирована лицензия на осуществление банковской деятельности.
В 2014 году Центральным Банком России были отозваны лицензии у 86 кредитных организаций, из которых 73 лицензии были отозваны у банков и 13 — у небанковских кредитных организаций; кроме того, у девяти кредитных организаций лицензии были аннулированы. Больше всего кредитных организаций лишились лицензий в марте и сентябре, так в марте было отозвано 11 лицензий, а в сентябре — 10. Меньше всего в феврале и июне — отозвано по пять лицензий.
Основной причиной для отзыва лицензий у банков в 2014 году стало нарушение банковского законодательства. Кроме того, среди наиболее распространенных проблем оказались неисполнение требований кредиторов и нарушение требований Федерального закона № 115-ФЗ.

## Легенда
Список разбит на четыре раздела по кварталам 2014 года. Внутри разделов организации отсортированы по месяцам, внутри месяца по датам закрытия, внутри одной даты по номеру документа об отзыве или аннулировании лицензии.
Таблица:
- Дата — дата отзыва/аннулирования лицензии.
- Приказ — номер приказа или иного документа об отзыве/аннулировании лицензии.
- Регион — населённый пункт или регион регистрации банка.
- АСВ — является ли кредитная организация участником системы страхования вкладов.
- Причина — основные причины отзыва или аннулирования лицензии организации.

Сокращения:
- АКБ — акционерный коммерческий банк.
- ЗАО — закрытое акционерное общество.
- ИАБ — инвестиционный акционерный банк.
- КБ — коммерческий банк.
- КБСР — коммерческий банк социального развития.
- МКБ — межрегиональный коммерческий банк.
- НДКО — небанковская депозитно-кредитная организация.
- НКО — небанковская кредитная организация.
- ОАО — открытое акционерное общество.
- ООО — общество с ограниченной ответственностью.
- ПАО — публичное акционерное общество.
- РНКО — расчетная небанковская кредитная организация.

Выделение строк цветом:
- — выделение светло-зелёным цветом означает, что лицензия организации была аннулирована.
- — выделение светло-жёлтым цветом означает, что лицензия организации была отозвана.

## 1 квартал
В разделе приведены все кредитные организации, у которых в 1-м квартале 2014 года была отозвана или аннулирована лицензия.
| Наименование                                                            | Основ. | Лиц.   | Дата       | Приказ | Регион            | АСВ | Причина | Прим.         |
| ----------------------------------------------------------------------- | ------ | ------ | ---------- | ------ | ----------------- | --- | --- | ------------- |
| Январь                                                                  |        |        |            |        |                   |     | |               |
| ОАО АКБ «Новокузнецкий муниципальный банк»                              | 1994   | 2865   | 09.01.2014 | ОД-1   | Новокузнецк       | Да  | Неисполнение федеральных законов, регулирующих банковскую деятельность, и нормативных актов Банка России. Высокорискованная кредитная политика. Отсутствие адекватных резервов. Неудовлетворительное качество активов. Несвоевременное исполнение обязательств перед кредиторами и вкладчиками. | [ 5 ] [ 6 ]   |
| ОАО «Зауральский акционерный социальный коммерческий банк „Надёжность“» | 1993   | 2425   | 20.01.2014 | ОД-43  | Курган            | Да  | Неисполнение федеральных законов, регулирующих банковскую деятельность, и нормативных актов Банка России. Нарушение требований Федерального закона № 115-ФЗ. | [ 7 ] [ 8 ]   |
| ОАО «Акционерный Имущественный Банк „Имбанк“»                           | 1992   | 2098   | 20.01.2014 | ОД-45  | Махачкала         | Да  | Неисполнение федеральных законов, регулирующих банковскую деятельность, и нормативных актов Банка России. Недостоверность отчётности. Отсутствие резервов. Недостача наличных денежных средств в кассе.                                                                                         | [ 9 ] [ 10 ]  |
| ООО НКО «Национальная Расчетная Компания»                               | 2001   | 3386-К | 20.01.2014 | ОД-47  | Москва            | Нет | Неисполнение федеральных законов, регулирующих банковскую деятельность, и нормативных актов Банка России. Нарушение порядка отчетности. | [ 11 ] [ 12 ] |
| ООО «Мой Банк»                                                          | 1994   | 2939   | 31.01.2014 | ОД-105 | Москва            | Да  | Неисполнение федеральных законов, регулирующих банковскую деятельность, и нормативных актов Банка России. Высокорискованная кредитная политика. Неисполнение обязательств перед кредиторами. Потеря ликвидности.                                                                                | [ 13 ] [ 14 ] |
| ООО КБ «Природа»                                                        | 2002   | 3399   | 31.01.2014 | ОД-107 | Москва            | Нет | Неисполнение федеральных законов, регулирующих банковскую деятельность, и нормативных актов Банка России. Отсутствие резервов. Нарушение порядка ведения бухгалтерского учета и отчетности. | [ 15 ] [ 16 ] |
| ОАО НДКО «Межрегиональный центр микрокредитования» («МЦМ»)              | 2008   | 3489-Д | 31.01.2014 | ОД-109 | Воронеж           | Нет | Лицензии аннулированы на основании статьи 23 Федерального закона «О банках и банковской деятельности» в связи с решением акционера о прекращении деятельности в порядке ликвидации согласно статье 61 Гражданского кодекса России.                                                              | [ 17 ] [ 18 ] |
| ООО РНКО «Традиция»                                                     | 2010   | 3501-К | 31.01.2014 | ОД-110 | Кемерово          | Нет | Лицензии аннулированы на основании статьи 23 Федерального закона «О банках и банковской деятельности» в связи с решением акционера о прекращении деятельности в порядке ликвидации согласно статье 61 Гражданского кодекса России.                                                              | [ 19 ] [ 20 ] |
| Февраль                                                                 |        |        |            |        |                   |     | |               |
| ЗАО КБ «Европейский трастовый банк» («ЕВРОТРАСТ»)                       | 1994   | 2968   | 11.02.2014 | ОД-143 | Москва            | Да  | Неисполнение федеральных законов, регулирующих банковскую деятельность, и нормативных актов Банка России. Потеря ликвидности. Неисполнение обязательств перед кредиторами. Недостоверность отчётности. Отсутствие резервов.                                                                     | [ 21 ] [ 22 ] |
| АКБ «ЛИНК-банк»                                                         | 1994   | 2699   | 11.02.2014 | ОД-145 | Москва            | Да  | Неисполнение федеральных законов, регулирующих банковскую деятельность, и нормативных актов Банка России. Нарушение порядка ведения бухгалтерского учета. Отсутствие резервов. | [ 23 ] [ 24 ] |
| ООО КБ «Русско-Ингушский» («Рингкомбанк»)                               | 1992   | 1909   | 24.02.2014 | ОД-184 | Назрань           | Да  | Нарушение требований Федерального закона № 115-ФЗ. | [ 25 ] [ 26 ] |
| ООО КБ «Сунжа»                                                          | 1992   | 2023   | 24.02.2014 | ОД-186 | Орджоникидзевская | Да  | Неисполнение федеральных законов, регулирующих банковскую деятельность, и нормативных актов Банка России. Нарушение требований Федерального закона № 115-ФЗ. | [ 27 ] [ 28 ] |
| ООО НКО «Ассигнация»                                                    | 1990   | 865-К  | 24.02.2014 | ОД-188 | Ипатово           | Нет | Нарушение требований Федерального закона № 115-ФЗ. | [ 29 ] [ 30 ] |
| Март                                                                    |        |        |            |        |                   |     | |               |
| ООО «Банк развития бизнеса» («Банк РБ»)                                 | 1992   | 1910   | 05.03.2014 | ОД-222 | Кемерово          | Да  | Нарушение требований Федерального закона № 115-ФЗ. | [ 31 ] [ 32 ] |
| ООО КБ «Монолит»                                                        | 1992   | 1967   | 05.03.2014 | ОД-224 | Москва            | Да  | Неисполнение федеральных законов, регулирующих банковскую деятельность, и нормативных актов Банка России. Неспособностью удовлетворить требования кредиторов. | [ 33 ] [ 34 ] |
| КБСР «Дагестан»                                                         | 1990   | 543    | 05.03.2014 | ОД-226 | Махачкала         | Да  | Нарушение требований Федерального закона № 115-ФЗ. | [ 35 ] [ 36 ] |
| ОАО КБ «Стройкредит»                                                    | 1991   | 18     | 18.03.2014 | ОД-326 | Москва            | Да  | Неисполнение федеральных законов, регулирующих банковскую деятельность, и нормативных актов Банка России. Недостоверность отчетности. Отсутствие резервов. | [ 37 ] [ 38 ] |
| ЗАО «Акционерный Коммерческий Банк Сбережений и Кредита» («С банк»)     | 1993   | 2581   | 18.03.2014 | ОД-328 | Москва            | Да  | Неисполнение федеральных законов, регулирующих банковскую деятельность, и нормативных актов Банка России. Низкая достаточность капитала банка. Недостаточный размер собственных средств. Отсутствие резервов.                                                                                   | [ 39 ] [ 40 ] |
| ОАО АКБ «Русский земельный банк»                                        | 1994   | 2810   | 18.03.2014 | ОД-330 | Москва            | Да  | Неисполнение федеральных законов, регулирующих банковскую деятельность, и нормативных актов Банка России. Нарушение требований Федерального закона № 115-ФЗ. | [ 41 ] [ 42 ] |
| ЗАО НКО «Мигом»                                                         | 1997   | 3323-Р | 18.03.2014 | ОД-332 | Москва            | Нет | Неисполнение федеральных законов, регулирующих банковскую деятельность, и нормативных актов Банка России. Низкая достаточность капитала банка. Недостаточный размер собственных средств. Отсутствие резервов.                                                                                   | [ 43 ] [ 44 ] |
| ЗАО «Сберегательный и инвестиционный банк» («Сберинвестбанк»)           | 1992   | 1743   | 26.03.2014 | ОД-406 | Екатеринбург      | Да  | Неисполнение федеральных законов, регулирующих банковскую деятельность, и нормативных актов Банка России. Нарушение требований Федерального закона № 115-ФЗ. | [ 45 ] [ 46 ] |
| ОАО «Мой Банк. Ипотека»                                                 | 1993   | 2436   | 26.03.2014 | ОД-408 | Уфа               | Нет | Неисполнение федеральных законов, регулирующих банковскую деятельность, и нормативных актов Банка России. Низкая достаточность капитала банка. Недостаточный размер собственных средств. Неспособность удовлетворить требования кредиторов.                                                     | [ 47 ] [ 48 ] |
| ООО КБ «Совинком»                                                       | 1993   | 2302   | 26.03.2014 | ОД-411 | Москва            | Да  | Неисполнение федеральных законов, регулирующих банковскую деятельность, и нормативных актов Банка России. Отсутствие резервов. | [ 49 ] [ 50 ] |
| РНКО «Расчетный центр „ЭнергоБизнес“»                                   | 2008   | 3485-К | 26.03.2014 | ОД-413 | Москва            | Нет | Неисполнение федеральных законов, регулирующих банковскую деятельность, и нормативных актов Банка России. Отсутствие резервов. Нарушение порядка ведения бухгалтерского учета. | [ 51 ] [ 52 ] |

## 2 квартал
В разделе приведены все кредитные организации, у которых во 2-м квартале 2014 года была отозвана или аннулирована лицензия.
| Наименование                                     | Основ. | Лиц. | Дата       | Приказ  | Регион          | АСВ | Причина | Прим.         |
| ------------------------------------------------ | ------ | ---- | ---------- | ------- | --------------- | --- | --- | ------------- |
| Апрель                                           |        |      |            |         |                 |     | |               |
| ОАО «АФ Банк»                                    | 1990   | 991  | 17.04.2014 | ОД-698  | Уфа             | Да  | Неисполнение федеральных законов, регулирующих банковскую деятельность, и нормативных актов Банка России. Низкая достаточность капитала банка. Недостаточный размер собственных средств. Неспособность удовлетворить требования кредиторов. | [ 53 ] [ 54 ] |
| ООО КБ «Каспий»                                  | 1990   | 639  | 17.04.2014 | ОД-700  | Махачкала       | Нет | Неисполнение федеральных законов, регулирующих банковскую деятельность, и нормативных актов Банка России. Нарушение требований Федерального закона № 115-ФЗ.                                                                                | [ 55 ] [ 56 ] |
| ОАО «КИТ Финанс Инвестиционный банк»             | 1992   | 1911 | 18.04.2014 | ОД-766  | Санкт-Петербург | Нет | Присоединён к АКБ «Абсолют Банк». | [ 57 ] [ 58 ] |
| ОАО «Банк „Западный“»                            | 1993   | 2598 | 21.04.2014 | ОД-766  | Москва          | Да  | Неисполнение федеральных законов, регулирующих банковскую деятельность, и нормативных актов Банка России. Недостоверность отчетных данных.                                                                                                  | [ 59 ] [ 60 ] |
| ООО КБ «Местный кредит» («МК Банк»)              | 2001   | 3370 | 21.04.2014 | ОД-803  | Москва          | Нет | Неисполнение федеральных законов, регулирующих банковскую деятельность, и нормативных актов Банка России. Нарушение требований Федерального закона № 115-ФЗ.                                                                                | [ 61 ] [ 62 ] |
| ОАО «Национальный банк развития бизнеса» («НББ») | 1994   | 2795 | 21.04.2014 | ОД-805  | Москва          | Да  | Неисполнение федеральных законов, регулирующих банковскую деятельность, и нормативных актов Банка России. Несвоевременное исполнение обязательств перед кредиторами.                                                                        | [ 63 ] [ 64 ] |
| Май                                              |        |      |            |         |                 |     | |               |
| ООО «Атлас Банк»                                 | 2007   | 3477 | 05.05.2014 | ОД-908  | Москва          | Нет | Нарушение требований Федерального закона № 115-ФЗ. | [ 65 ] [ 66 ] |
| ОАО «Первый Республиканский Банк» («ПРБ»)        | 1992   | 1730 | 05.05.2014 | ОД-910  | Москва          | Да  | Неисполнение федеральных законов, регулирующих банковскую деятельность, и нормативных актов Банка России. Неспособность удовлетворить требования кредиторов.                                                                                | [ 67 ] [ 68 ] |
| ОАО «Банк „Навигатор“»                           | 1993   | 2469 | 13.05.2014 | ОД-997  | Москва          | Да  | Неисполнение федеральных законов, регулирующих банковскую деятельность, и нормативных актов Банка России. Нарушение требований Федерального закона № 115-ФЗ.                                                                                | [ 69 ] [ 70 ] |
| ООО КБ «Огни Москвы»                             | 1993   | 2328 | 16.05.2014 | ОД-1046 | Москва          | Да  | Неисполнение федеральных законов, регулирующих банковскую деятельность, и нормативных актов Банка России. Неспособность удовлетворить требования кредиторов.                                                                                | [ 71 ] [ 72 ] |
| ООО КБ «Кредитимпэкс Банк»                       | 1992   | 2037 | 26.05.2014 | ОД-1153 | Москва          | Нет | Неисполнение федеральных законов, регулирующих банковскую деятельность, и нормативных актов Банка России. | [ 73 ] [ 74 ] |
| ООО КБ «Кутузовский»                             | 1994   | 3190 | 26.05.2014 | ОД-1155 | Москва          | Нет | Неисполнение федеральных законов, регулирующих банковскую деятельность, и нормативных актов Банка России. Неспособность удовлетворить требования кредиторов.                                                                                | [ 75 ] [ 76 ] |
| Июнь                                             |        |      |            |         |                 |     | |               |
| ОАО АКБ «Радиан»                                 | 1991   | 1675 | 02.06.2014 | ОД-1249 | Иркутск         | Да  | Неисполнение федеральных законов, регулирующих банковскую деятельность, и нормативных актов Банка России. Нарушение требований Федерального закона № 115-ФЗ.                                                                                | [ 77 ] [ 78 ] |
| ЗАО КБ Банк «Софрино»                            | 1994   | 2972 | 02.06.2014 | ОД-1251 | Москва          | Да  | Неисполнение федеральных законов, регулирующих банковскую деятельность, и нормативных актов Банка России. Низкая достаточность капитала банка. Недостаточный размер собственных средств.                                                    | [ 79 ] [ 80 ] |
| ООО КБ «Банк БФТ»                                | 1993   | 2273 | 02.06.2014 | ОД-1253 | Москва          | Да  | Неисполнение федеральных законов, регулирующих банковскую деятельность, и нормативных актов Банка России. Неспособность удовлетворить требования кредиторов.                                                                                | [ 81 ] [ 82 ] |
| ОАО МКБ «Замоскворецкий»                         | 1991   | 1640 | 23.06.2014 | ОД-1457 | Москва          | Да  | Неисполнение федеральных законов, регулирующих банковскую деятельность, и нормативных актов Банка России. Неспособность удовлетворить требования кредиторов. Недостоверность отчётных данных.                                               | [ 83 ] [ 84 ] |
| ОАО ИАБ «Диг-Банк»                               | 1993   | 2423 | 23.06.2014 | ОД-1459 | Владикавказ     | Да  | Неисполнение федеральных законов, регулирующих банковскую деятельность, и нормативных актов Банка России. Нарушение требований Федерального закона № 115-ФЗ.                                                                                | [ 85 ] [ 86 ] |

## 3 квартал
В разделе приведены все кредитные организации, у которых в 3-м квартале 2014 года была отозвана или аннулирована лицензия.
| Наименование                                                                    | Основ. | Лиц.   | Дата       | Приказ        | Регион          | АСВ | Причина | Прим.           |
| ------------------------------------------------------------------------------- | ------ | ------ | ---------- | ------------- | --------------- | --- | --- | --------------- |
| Июль                                                                            |        |        |            |               |                 |     | |                 |
| ООО КБ «ИстКом-Финанс» («ИКФ»)                                                  | 2003   | 3435   | 07.07.2014 | ОД-1655       | Москва          | Да  | Неисполнение федеральных законов, регулирующих банковскую деятельность, и нормативных актов Банка России. Неспособность удовлетворить требования кредиторов. Недостоверность отчётных данных. | [ 87 ] [ 88 ]   |
| ООО «Банк Фининвест»                                                            | 1990   | 671    | 07.07.2014 | ОД-1657       | Санкт-Петербург | Да  | Неисполнение федеральных законов, регулирующих банковскую деятельность, и нормативных актов Банка России. Недостоверность отчётных данных.                                                    | [ 89 ] [ 90 ]   |
| ОАО «Евросиб Банк»                                                              | 1990   | 594    | 07.07.2014 | ОД-1659       | Санкт-Петербург | Да  | Неисполнение федеральных законов, регулирующих банковскую деятельность, и нормативных актов Банка России. Недостоверность отчётных данных. Нарушение требований Федерального закона № 115-ФЗ. | [ 91 ] [ 92 ]   |
| ОАО КБ «Компания Розничного Кредитования» («КРК»)                               | 2001   | 3385   | 11.07.2014 | ОД-1730       | Москва          | Да  | Неисполнение федеральных законов, регулирующих банковскую деятельность, и нормативных актов Банка России. Нарушение требований Федерального закона № 115-ФЗ.                                  | [ 93 ] [ 94 ]   |
| ЗАО НКО «Уральская Расчетная Палата» («УРП»)                                    | 1997   | 3326-Р | 11.07.2014 | ОД-1732       | Москва          | Нет | Неисполнение федеральных законов, регулирующих банковскую деятельность, и нормативных актов Банка России. Нарушение требований Федерального закона № 115-ФЗ.                                  | [ 95 ] [ 96 ]   |
| ООО «Новый Коммерческий Банк»                                                   | 1990   | 347    | 25.07.2014 | ОД-1886       | Махачкала       | Нет | Неисполнение федеральных законов, регулирующих банковскую деятельность, и нормативных актов Банка России. Нарушение требований Федерального закона № 115-ФЗ.                                  | [ 97 ] [ 98 ]   |
| ОАО КБ «Юникор» («Юникорбанк»)                                                  | 1993   | 2586   | 25.07.2014 | ОД-1888       | Москва          | Да  | Неисполнение федеральных законов, регулирующих банковскую деятельность, и нормативных актов Банка России.                                                                                     | [ 99 ] [ 100 ]  |
| ООО КБ «Ауэрбанк»                                                               | 1994   | 3105   | 25.07.2014 | ОД-1890       | Москва          | Да  | Неисполнение федеральных законов, регулирующих банковскую деятельность, и нормативных актов Банка России. Нарушение требований Федерального закона № 115-ФЗ.                                  | [ 101 ] [ 102 ] |
| Август                                                                          |        |        |            |               |                 |     | |                 |
| ЗАО НКО «Расчетная палата РТС»                                                  | 1998   | 3335-К | 01.08.2014 | 2147711008168 | Москва          | Нет | Присоединена к Национальному Клиринговому Центру. | [ 103 ] [ 104 ] |
| ООО КБ «Аскания Траст»                                                          | 1992   | 268    | 08.08.2014 | ОД-2044       | Москва          | Да  | Неисполнение федеральных законов, регулирующих банковскую деятельность, и нормативных актов Банка России. Неспособность удовлетворить требования кредиторов.                                  | [ 105 ] [ 106 ] |
| ООО КБ «Конверсии, инвестиций и приватизации» («КИП-Банк»)                      | 1994   | 2843   | 08.08.2014 | ОД-2046       | Москва          | Нет | Неисполнение федеральных законов, регулирующих банковскую деятельность, и нормативных актов Банка России. Нарушение требований Федерального закона № 115-ФЗ.                                  | [ 107 ] [ 108 ] |
| ОАО «Северный инвестиционный банк экономического развития» («Северинвестбанк»)  | 1993   | 2264   | 08.08.2014 | ОД-2048       | Белгород        | Да  | Неисполнение федеральных законов, регулирующих банковскую деятельность, и нормативных актов Банка России. Нарушение требований Федерального закона № 115-ФЗ.                                  | [ 109 ] [ 110 ] |
| ОАО «Пермский акционерный эколого-промышленный коммерческий банк „Экопромбанк“» | 1992   | 2011   | 18.08.2014 | ОД-2121       | Пермь           | Да  | Неисполнение федеральных законов, регулирующих банковскую деятельность, и нормативных актов Банка России. Неспособность удовлетворить требования кредиторов.                                  | [ 111 ] [ 112 ] |
| ООО КБ «Арт-Банк»                                                               | 1993   | 2779   | 18.08.2014 | ОД-2123       | Владикавказ     | Да  | Неисполнение федеральных законов, регулирующих банковскую деятельность, и нормативных актов Банка России. Неспособность удовлетворить требования кредиторов.                                  | [ 113 ] [ 114 ] |
| ООО РНКО «Расчетный Банковский Центр» («РБЦ»)                                   | 2008   | 3487-К | 18.08.2014 | ОД-2125       | Москва          | Нет | Неисполнение федеральных законов, регулирующих банковскую деятельность, и нормативных актов Банка России. Нарушение требований Федерального закона № 115-ФЗ.                                  | [ 115 ] [ 116 ] |
| ООО «Инновационно-коммерческий банк „Месед“»                                    | 1990   | 184    | 28.08.2014 | ОД-2248       | Махачкала       | Нет | Неисполнение федеральных законов, регулирующих банковскую деятельность, и нормативных актов Банка России. Нарушение требований Федерального закона № 115-ФЗ.                                  | [ 117 ] [ 118 ] |
| ООО КБ «Межотраслевая банковская корпорация» («МБК»)                            | 2007   | 3471   | 28.08.2014 | ОД-2250       | Москва          | Нет | Неисполнение федеральных законов, регулирующих банковскую деятельность, и нормативных актов Банка России.                                                                                     | [ 119 ] [ 120 ] |
| ЗАО АКБ «Онлайн Банк»                                                           | 1993   | 2462   | 28.08.2014 | ОД-2252       | Москва          | Нет | Неисполнение федеральных законов, регулирующих банковскую деятельность, и нормативных актов Банка России.                                                                                     | [ 121 ] [ 122 ] |
| Сентябрь                                                                        |        |        |            |               |                 |     | |                 |
| ЗАО НКО «Сибирский расчетный центр» («СРЦ»)                                     | 1997   | 3308-К | 11.09.2014 | ОД-2467       | Новосибирск     | Нет | Неисполнение федеральных законов, регулирующих банковскую деятельность, и нормативных актов Банка России. Нарушение требований Федерального закона № 115-ФЗ.                                  | [ 123 ] [ 124 ] |
| ООО «Трастовый Республиканский Банк» («ТРБ»)                                    | 2002   | 3404   | 08.08.2014 | ОД-2469       | Москва          | Да  | Неисполнение федеральных законов, регулирующих банковскую деятельность, и нормативных актов Банка России.                                                                                     | [ 125 ] [ 126 ] |
| ОАО АКБ «ИнтрастБанк»                                                           | 1994   | 3144   | 16.08.2014 | ОД-2509       | Москва          | Да  | Неисполнение федеральных законов, регулирующих банковскую деятельность, и нормативных актов Банка России. Неспособность удовлетворить требования кредиторов.                                  | [ 127 ] [ 128 ] |
| ОАО «Банк24.ру»                                                                 | 1992   | 2227   | 16.08.2014 | ОД-2521       | Москва          | Да  | Неисполнение федеральных законов, регулирующих банковскую деятельность, и нормативных актов Банка России. Нарушение требований Федерального закона № 115-ФЗ.                                  | [ 129 ] [ 130 ] |
| ЗАО НКО «Северная клиринговая палата»                                           | 1997   | 3317-Р | 22.08.2014 | ОД-2576       | Архангельск     | Нет | Неисполнение федеральных законов, регулирующих банковскую деятельность, и нормативных актов Банка России. Низкая достаточность капитала банка. Недостаточный размер собственных средств.      | [ 131 ] [ 132 ] |
| ООО КБ «Первый депозитный банк»                                                 | 1990   | 1244   | 22.08.2014 | ОД-2578       | Москва          | Да  | Неисполнение федеральных законов, регулирующих банковскую деятельность, и нормативных актов Банка России.                                                                                     | [ 133 ] [ 134 ] |
| ООО КБ «Спецсетьстройбанк» («СССБ»)                                             | 1994   | 3062   | 22.08.2014 | ОД-2580       | Москва          | Да  | Неисполнение федеральных законов, регулирующих банковскую деятельность, и нормативных актов Банка России. Нарушение требований Федерального закона № 115-ФЗ.                                  | [ 135 ] [ 136 ] |
| ООО КБ «Эсид» («Эсидбанк»)                                                      | 1994   | 1991   | 30.08.2014 | ОД-2647       | Махачкала       | Да  | Неисполнение федеральных законов, регулирующих банковскую деятельность, и нормативных актов Банка России.                                                                                     | [ 137 ] [ 138 ] |
| ОАО «Банк „Приоритет“»                                                          | 1994   | 3135   | 30.08.2014 | ОД-2649       | Самара          | Да  | Неисполнение федеральных законов, регулирующих банковскую деятельность, и нормативных актов Банка России. Неспособность удовлетворить требования кредиторов.                                  | [ 139 ] [ 140 ] |
| ООО КБ «Союзпромбанк»                                                           | 1994   | 2965   | 30.08.2014 | ОД-2651       | Москва          | Нет | Неисполнение федеральных законов, регулирующих банковскую деятельность, и нормативных актов Банка России.                                                                                     | [ 141 ] [ 142 ] |

## 4 квартал
В разделе приведены все кредитные организации, у которых в 4-м квартале 2014 года была отозвана или аннулирована лицензия.
| Наименование                                                                          | Основ. | Лиц.   | Дата       | Приказ        | Регион          | АСВ | Причина | Прим.           |
| ------------------------------------------------------------------------------------- | ------ | ------ | ---------- | ------------- | --------------- | --- | --- | --------------- |
| Октябрь                                                                               |        |        |            |               |                 |     | |                 |
| ОАО «Банк „Народный кредит“»                                                          | 1993   | 2401   | 09.10.2014 | ОД-2776       | Москва          | Да  | Неисполнение федеральных законов, регулирующих банковскую деятельность, и нормативных актов Банка России. Низкая достаточность капитала банка. Недостаточный размер собственных средств. Неспособность удовлетворить требования кредиторов. | [ 143 ] [ 144 ] |
| ООО КБ «Донинвест»                                                                    | 1991   | 1617   | 09.10.2014 | ОД-2778       | Ростов-на-Дону  | Да  | Неисполнение федеральных законов, регулирующих банковскую деятельность, и нормативных актов Банка России. Неспособность удовлетворить требования кредиторов.                                                                                | [ 145 ] [ 146 ] |
| ОАО АКБ «Универсальный кредит»                                                        | 1994   | 2903   | 09.10.2014 | ОД-2780       | Москва          | Да  | Неисполнение федеральных законов, регулирующих банковскую деятельность, и нормативных актов Банка России. Низкая достаточность капитала банка. Недостаточный размер собственных средств. Неспособность удовлетворить требования кредиторов. | [ 147 ] [ 148 ] |
| ОАО «Банк „Пурпе“»                                                                    | 1990   | 709    | 16.10.2014 | ОД-2867       | Нижневартовск   | Да  | Неисполнение федеральных законов, регулирующих банковскую деятельность, и нормативных актов Банка России. Нарушение требований Федерального закона № 115-ФЗ.                                                                                | [ 149 ] [ 150 ] |
| ОАО «Калмыцкий коммерческий банк „Кредитбанк“»                                        | 1990   | 1035   | 16.10.2014 | ОД-2871       | Элиста          | Да  | Неисполнение федеральных законов, регулирующих банковскую деятельность, и нормативных актов Банка России. Нарушение требований Федерального закона № 115-ФЗ.                                                                                | [ 151 ] [ 152 ] |
| ООО НКО «Ютикпэй»                                                                     | 2013   | 3521-К | 16.10.2014 | ОД-2873       | Москва          | Нет | Нарушение требований Федерального закона № 115-ФЗ. | [ 153 ] [ 154 ] |
| ЗАО НКО «Международная Уральская расчетная палата» («МУРП»)                           | 1997   | 3322-Р | 27.10.2014 | ОД-3016       | Москва          | Нет | Нарушение требований Федерального закона № 115-ФЗ. | [ 155 ] [ 156 ] |
| ООО РНКО «Центр Межбанковских Расчетов» («ЦМР»)                                       | 2002   | 3400-К | 27.10.2014 | ОД-3018       | Москва          | Нет | Неисполнение федеральных законов, регулирующих банковскую деятельность, и нормативных актов Банка России. Низкая достаточность капитала банка. Недостаточный размер собственных средств. Недостоверность отчётности.                        | [ 157 ] [ 158 ] |
| ООО НКО «Финансовые услуги»                                                           | 2009   | 3496-К | 27.10.2014 | ОД-3020       | Москва          | Нет | Неисполнение федеральных законов, регулирующих банковскую деятельность, и нормативных актов Банка России. Низкая достаточность капитала банка. Недостаточный размер собственных средств.                                                    | [ 159 ] [ 160 ] |
| Ноябрь                                                                                |        |        |            |               |                 |     | |                 |
| ОАО «Новосибирский муниципальный банк»                                                | 1994   | 2786   | 05.11.2014 | 2148600013428 | Новосибирск     | Нет | Присоединён к «Ханты-Мансийскому банку Открытие». | [ 161 ] [ 162 ] |
| ОАО «Банк „Открытие“»                                                                 | 1992   | 2179   | 05.11.2014 | 2148600013406 | Москва          | Нет | Присоединён к Ханты-Мансийскому банку, в результате присоединения Ханты-Мансийский банк переименован в «Ханты-Мансийский банк Открытие». | [ 163 ] [ 164 ] |
| ОАО «Платежный сервисный банк» («ПСБ»)                                                | 1992   | 1943   | 11.11.2014 | ОД-3160       | Уфа             | Да  | Неисполнение федеральных законов, регулирующих банковскую деятельность, и нормативных актов Банка России. Неспособность удовлетворить требования кредиторов.                                                                                | [ 165 ] [ 166 ] |
| ОАО «Губернский Банк „Симбирск“»                                                      | 1990   | 653    | 11.11.2014 | ОД-3162       | Ульяновск       | Да  | Неисполнение федеральных законов, регулирующих банковскую деятельность, и нормативных актов Банка России. Отсутствие резервов. | [ 167 ] [ 168 ] |
| ООО КБ «Европейский Экспресс»                                                         | 2004   | 3449   | 11.11.2014 | ОД-3164       | Москва          | Да  | Нарушение требований Федерального закона № 115-ФЗ. | [ 169 ] [ 170 ] |
| ОАО «Банк — Т»                                                                        | 1990   | 625    | 26.11.2014 | ОД-3299       | Москва          | Да  | Неисполнение федеральных законов, регулирующих банковскую деятельность, и нормативных актов Банка России. Неспособность удовлетворить требования кредиторов.                                                                                | [ 171 ] [ 172 ] |
| ЗАО «БВА Банк»                                                                        | 1991   | 1684   | 26.11.2014 | ОД-3301       | Москва          | Да  | Неисполнение федеральных законов, регулирующих банковскую деятельность, и нормативных актов Банка России. | [ 173 ] [ 174 ] |
| ООО КБ «ПрестижКредитБанк»                                                            | 1994   | 2922   | 26.11.2014 | ОД-3303       | Дербент         | Да  | Неисполнение федеральных законов, регулирующих банковскую деятельность, и нормативных актов Банка России. Низкая достаточность капитала банка. Недостаточный размер собственных средств.                                                    | [ 175 ] [ 176 ] |
| ОАО КБ «Эллипс банк»                                                                  | 1992   | 1950   | 28.11.2014 | 2147711015483 | Нижний Новгород | Нет | Присоединён к АКБ «Российский капитал». | [ 177 ] [ 178 ] |
| Декабрь                                                                               |        |        |            |               |                 |     | |                 |
| ЗАО «Современный коммерческий банк»                                                   | 1997   | 3316   | 05.12.2014 | 2144400007508 | Кострома        | Нет | Присоединён к ПАО «Совкомбанк». | [ 179 ] [ 180 ] |
| ОАО «Инвестиционный банк „Бузулукбанк“» («Инвестбанк „БЗЛ“»)                          | 1990   | 1282   | 10.12.2014 | ОД-3455       | Бузулук         | Да  | Неисполнение федеральных законов, регулирующих банковскую деятельность, и нормативных актов Банка России. Нарушение требований Федерального закона № 115-ФЗ.                                                                                | [ 181 ] [ 182 ] |
| ОАО «Торгово-строительный банк» («ТСБ»)                                               | 1990   | 1250   | 10.12.2014 | ОД-3457       | Москва          | Да  | Нарушение требований Федерального закона № 115-ФЗ. | [ 183 ] [ 184 ] |
| ООО НКО «Первый земельный расчетный центр»                                            | 2001   | 3381-К | 10.12.2014 | ОД-3459       | Курск           | Нет | Нарушение требований Федерального закона № 115-ФЗ. | [ 185 ] [ 186 ] |
| ЗАО «Акционерный Тюменский коммерческий Агропромышленный банк» («Тюменьагропромбанк») | 1994   | 917    | 19.12.2014 | ОД-3574       | Тюмень          | Да  | Неисполнение федеральных законов, регулирующих банковскую деятельность, и нормативных актов Банка России. Низкая достаточность капитала банка. Недостаточный размер собственных средств.                                                    | [ 187 ] [ 188 ] |
| ООО «Профессиональный Кредитный Банк»                                                 | 1994   | 2652   | 19.12.2014 | ОД-3576       | Нижний Новгород | Да  | Нарушение требований Федерального закона № 115-ФЗ. | [ 189 ] [ 190 ] |
| ОАО «Коммерческий „Волга-Кредит“ банк» («ВКБ»)                                        | 1990   | 1153   | 30.12.2014 | ОД-3738       | Самара          | Да  | Неисполнение федеральных законов, регулирующих банковскую деятельность, и нормативных актов Банка России. Низкая достаточность капитала банка. Недостаточный размер собственных средств.                                                    | [ 191 ] [ 192 ] |
| ЗАО «Инвестиционно-коммерческий банк „Европейский“»                                   | 1991   | 1616   | 31.12.2014 | 2147800911102 | Калининград     | Нет | Присоединён к ОАО «Банк „Санкт-Петербург“». | [ 193 ] [ 194 ] |

- Офис банка «Открытие»

## Статистика

### Закрытие по месяцам
| Закрытие по месяцам | Закрытие по месяцам | Закрытие по месяцам | Закрытие по месяцам | Закрытие по месяцам |
| Месяц               |                     |                     |                     | Количество          |
| ------------------- | ------------------- | ------------------- | ------------------- | ------------------- |
| Январь              |                     |                     | 8                   |                     |
| Февраль             |                     |                     | 5                   |                     |
| Март                |                     |                     | 11                  |                     |
| Апрель              |                     |                     | 6                   |                     |
| Май                 |                     |                     | 6                   |                     |
| Июнь                |                     |                     | 5                   |                     |
| Июль                |                     |                     | 8                   |                     |
| Август              |                     |                     | 9                   |                     |
| Сентябрь            |                     |                     | 10                  |                     |
| Октябрь             |                     |                     | 9                   |                     |
| Ноябрь              |                     |                     | 9                   |                     |
| Декабрь             |                     |                     | 8                   |                     |

### Причины закрытия
| Причины закрытия | Причины закрытия | Причины закрытия | Причины закрытия | Причины закрытия |
| Причина |                  |                  |                  | Количество       |
| --- | ---------------- | ---------------- | ---------------- | ---------------- |
| Нарушение банковского законодательства (п. 6 ч. 1 ст. 20 Федерального закона «О банках и банковской деятельности»)                                   |                  |                  | 75               |                  |
| Нарушение требований ст. 6 и 7 Федерального закона № 115-ФЗ (п. 6 ч. 1 ст. 20 Федерального закона «О банках и банковской деятельности»)              |                  |                  | 36               |                  |
| Неисполнение требований кредиторов (п. 4 ч. 2 ст. 20 Федерального закона «О банках и банковской деятельности»)                                       |                  |                  | 24               |                  |
| Существенная недостоверность отчетности (п. 3 ч. 1 ст. 20 Федерального закона «О банках и банковской деятельности»)                                  |                  |                  | 14               |                  |
| Размер собственных средств ниже минимального значения уставного капитала (п. 2 ч. 2 ст. 20 Федерального закона «О банках и банковской деятельности») |                  |                  | 12               |                  |
| Достаточность капитала ниже 2 % (п. 1 ч. 2 ст. 20 Федерального закона «О банках и банковской деятельности»)                                          |                  |                  | 10               |                  |
| Задержка представления отчётности (п. 4 ч. 1 ст. 20 Федерального закона «О банках и банковской деятельности»)                                        |                  |                  | 1                |                  |

### Комментарии
1. ↑  По инициативе Банка России, согласно требований статьи 20 Федерального закона «О банках и банковской деятельности».
2. ↑  По инициативе собственников компании или в порядке её реорганизации.